# 축바퀴

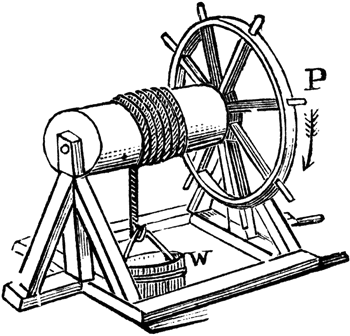

축바퀴는 큰 바퀴랑 작은 바퀴가 중심축을 중심으로 고정되어 있어 두 바퀴가 함께 돌아가는 장치를 말한다.